# MTV Video Music Awards de 2018
O MTV Video Music Awards de 2018 foi realizado em 20 de agosto de 2018 no Radio City Music Hall, em Nova Iorque, nos Estados Unidos. A 35ª edição da premiação foi transmitida ao vivo daquela localidade pela 12ª vez, mais do que de qualquer outro local na história da premiação.
A rapper estadunidense Cardi B liderou a lista de indicações, com um total de doze, e abriu a cerimónia. Ela e o artista estadunidense Childish Gambino foram os mais premiados da noite, com três prêmios cada. Camila Cabello ganhou os prêmios de Vídeo do Ano e Artista do Ano, enquanto Jennifer Lopez se tornou a primeira artista de origem latino-americana a receber o prêmio Michael Jackson Video Vanguard Award. O tributo de Madonna a Aretha Franklin, que falecera quatro dias antes da premiação, recebeu críticas dos meios de comunicação. Muitos espectadores afirmaram que o discurso da cantora pop foi mal concebido e mais focado nela do que no legado de Franklin. A premiação viu ainda outra severa queda na audiência, alcançando apenas 2,2 milhões de telespectadores na MTV e totalizando apenas 4,87 milhões de telespectadores em todas as suas redes afiliadas.

## Performances
| Artista                         | Canção | Apresentado por           |
| Pré-show                        | Pré-show | Pré-show                  |
| ------------------------------- | --- | ------------------------- |
| Bazzi                           | "Mine" | —                         |
| Bryce Vine                      | "Drew Barrymore" | —                         |
| Backstreet Boys                 | "Don't Go Breaking My Heart" | —                         |
| Premiação                       | |                           |
| Shawn Mendes                    | "In My Blood" | Cardi B                   |
| Bazzi[A]                        | "Beautiful" | G-Eazy Shay Mitchell      |
| Logic Ryan Tedder               | "One Day" | Teyana Taylor Kyle        |
| Panic! at the Disco             | "High Hopes" | Jimmy Fallon              |
| Jessie Reyez[A]                 | "Apple Juice" | —                         |
| Nicki Minaj[B]                  | "Majesty" "Barbie Dreams" "Ganja Burn" "Fefe" | —                         |
| Hayley Kiyoko[A]                | "Curious" | —                         |
| Jennifer Lopez Ja Rule          | "Waiting for Tonight" On the Floor" Dance Again" Ain't Your Mama" Love Don't Cost a Thing" Get Right" (com elementos de "Nice for What" de Drake) "All I Have" Jenny from the Block" I'm Real (Murder Remix)" (com Ja Rule) "Ain't It Funny (Murder Remix)" (com Ja Rule) "Dinero" El Anillo" | —                         |
| Ariana Grande                   | "God Is a Woman" | Social House Karlie Kloss |
| PrettyMuch[A]                   | "Summer on You" | —                         |
| Travis Scott James Blake        | "Stargazing" "Stop Trying to Be God" "Sicko Mode" | DJ Khaled                 |
| Juice Wrld[A]                   | "Lucid Dreams" | —                         |
| Maluma                          | "Felices los 4" | Rita Ora Bebe Rexha       |
| Lauv[C]                         | "I Like Me Better" | —                         |
| Post Malone 21 Savage Aerosmith | "Rockstar" (Post Malone e 21 Savage) "Dream On" (Aerosmith e Post Malone) "Toys in the Attic" (Aerosmith e Post Malone) | Lenny Kravitz             |

Notas
- A  Este artista se apresentou como parte do Push Artist Stage.
- B  Ao vivo da estação PATH World Trade Center station.
- C  Parte de um comercial patrocinado pelo chiclete Extra.

## Vencedores e indicados
Os indicados para a maioria das categorias foram revelados em 16 de julho de 2018, através de um vídeo do IGTV. Os indicados a Canção do Verão, no entanto, foram anunciados em 13 de agosto de 2018. Cardi B teve o maior número de indicações, com 12, seguida de The Carters, com 8, enquanto Childish Gambino e Drake receberam 7 indicações cada. Os vencedores foram anunciados em 20 de agosto de 2018.
| Vídeo do Ano (apresentado por Madonna) | Artista do Ano (apresentado por Keegan-Michael Key e Olivia Munn) |
| --- | --- |
| - Camila Cabello (com part. de Young Thug) — "Havana" - The Carters — "Apeshit" - Drake — "God's Plan" - Ariana Grande — "No Tears Left to Cry" - Bruno Mars (com part. de Cardi B) — "Finesse (Remix)" | - Camila Cabello - Cardi B - Drake - Ariana Grande - Post Malone - Bruno Mars |
| Canção do Ano (apresentado por Backstreet Boys) | Artista Revelação (apresentado por Millie Bobby Brown) |
| - Post Malone (com part. de 21 Savage) – "Rockstar" - Camila Cabello (com part. de Young Thug) — "Havana" - Drake — "God's Plan" - Dua Lipa – "New Rules" - Bruno Mars (com part. de Cardi B) — "Finesse (Remix)" - Ed Sheeran – "Perfect" | - Cardi B - Bazzi - Chloe x Halle - Hayley Kiyoko - Lil Pump - Lil Uzi Vert |
| Melhor Colaboração (apresentado por Gucci Mane) | Artista Push do Ano (pré-show) (apresentado por Terrence J) |
| - Jennifer Lopez (com part. de DJ Khaled e Cardi B) – "Dinero" - The Carters – "Apeshit" - Logic (com part. de Alessia Cara e Khalid) – "1-800-273-8255" - Bruno Mars (com part. de Cardi B) — "Finesse (Remix)" - N.E.R.D e Rihanna – "Lemon" - Bebe Rexha (com part. de Florida Georgia Line) – "Meant to Be" | - Hayley Kiyoko - Bishop Briggs - Chloe x Halle - Noah Cyrus - Tee Grizzley - Kacy Hill - Khalid - Kyle - Lil Xan - PrettyMuch - Jessie Reyez - Sigrid - SZA - Grace VanderWaal - Why Don't We |
| Melhor Vídeo de Pop (apresentado por Anna Kendrick e Blake Lively) | Melhor Vídeo de Hip-Hop (apresentado por Kevin Hart e Tiffany Haddish) |
| - Ariana Grande – "No Tears Left to Cry" - Camila Cabello (com part. de Young Thug) — "Havana" - Demi Lovato – "Sorry Not Sorry" - Shawn Mendes – "In My Blood" - P!nk – "What About Us" - Ed Sheeran – "Perfect" | - Nicki Minaj – "Chun-Li" - Cardi B (com part. de 21 Savage) – "Bartier Cardi" - The Carters – "Apeshit" - J. Cole – "ATM" - Drake — "God's Plan" - Migos (com part. de Drake) – "Walk It Talk It" |
| Melhor Vídeo Latino (apresentado por Liam Payne e Shanina Shaik) | Melhor Vídeo de Dance |
| - J Balvin e Willy William – "Mi Gente" - Daddy Yankee – "Dura" - Luis Fonsi e Demi Lovato – "Échame la Culpa" - Jennifer Lopez (com part. de DJ Khaled e Cardi B) – "Dinero" - Maluma – "Felices los 4" - Shakira (com part. de Maluma) – "Chantaje" | - Avicii (com part. de Rita Ora) – "Lonely Together" - The Chainsmokers – "Everybody Hates Me" - David Guetta e Sia – "Flames" - Calvin Harris e Dua Lipa – "One Kiss" - Marshmello (com part. de Khalid) – "Silence" - Zedd e Liam Payne – "Get Low" |
| Melhor Vídeo de Rock | Melhor Vídeo com uma mensagem (apresentado por Amandla Stenberg, Algee Smith e Sabrina Carpenter) |
| - Imagine Dragons – "Whatever It Takes" - Fall Out Boy – "Champion" - Foo Fighters – "The Sky Is a Neighborhood" - Linkin Park – "One More Light" - Panic! at the Disco – "Say Amen (Saturday Night)" - Thirty Seconds to Mars – "Walk on Water" | - Childish Gambino – "This Is America" - Drake — "God's Plan" - Dej Loaf e Leon Bridges – "Liberated" - Logic (com part. de Alessia Cara e Khalid) – "1-800-273-8255" - Janelle Monáe (com part. de Grimes) – "Pynk" - Jessie Reyez – "Gatekeeper" |
| Melhor Direção de Arte | Melhor Coreografia |
| - The Carters – "Apeshit" (Diretores de Arte: Jan Houllevigue e o Louvre) - Childish Gambino – "This Is America" (Diretor de Arte: Jason Kisvarday) - J. Cole – "ATM" (Diretor de Arte: Miles Mullin) - Janelle Monáe – "Make Me Feel" (Diretor de Arte: Pepper Nguyen) - Taylor Swift – "Look What You Made Me Do" (Diretor de Arte: Brett Hess) - SZA – "The Weekend" (Diretores de Arte:: SZA e Solange)                                                                          | - Childish Gambino – "This Is America" (Coreógrafo: Sherrie Silver) - Camila Cabello (com part. de Young Thug) — "Havana" (Coreógrafos: Calvit Hodge, Sara Bivens e Galen Hooks) - The Carters – "Apeshit" (Coreógrafos: Sidi Larbi Cherkaoui e JaQuel Knight) - Dua Lipa – "IDGAF" (Coreógrafo: Marion Motin) - Bruno Mars (com part. de Cardi B) – "Finesse (Remix)" (Coreógrafos: Phil Tayag e Bruno Mars) - Justin Timberlake – "Filthy" (Coreógrafos: Marty Kudelka, AJ Harpold, Tracey Phillips e Ivan Koumaev) |
| Melhor Cinematografia | Melhor Direção |
| - The Carters – "Apeshit" (Diretor de Fotografia: Benoît Debie) - Alessia Cara – "Growing Pains" (Diretor de Fotografia: Pau Castejón) - Childish Gambino – "This Is America" (Diretor de Fotografia: Larkin Seiple) - Eminem (com part. de Ed Sheeran) – "River" (Diretores de Fotografia: Frank Mobilio e Patrick Meller) - Ariana Grande – "No Tears Left to Cry" (Diretor de Fotografia: Scott Cunningham) - Shawn Mendes – "In My Blood" (Diretor de Fotografia: Jonathan Sela) | - Childish Gambino – "This Is America" (Diretor: Hiro Murai) - The Carters – "Apeshit" (Diretor: Ricky Saix) - Drake — "God's Plan" (Diretor: Karena Evans) - Shawn Mendes – "In My Blood" (Diretor: Jay Martin) - Ed Sheeran – "Perfect" (Diretor: Jason Koenig) - Justin Timberlake (com part. de Chris Stapleton) – "Say Something" (Diretor: Arturo Perez Jr.) |
| Melhor Edição | Melhores Efeitos Visuais |
| - N.E.R.D e Rihanna – "Lemon" (Editor: Taylor Ward) - The Carters – "Apeshit" (Editores: Taylor Ward e Sam Ostrove) - Childish Gambino – "This Is America" (Editor: Ernie Gilbert) - Bruno Mars (com part. de Cardi B) – "Finesse (Remix)" (Editor: Jacquelyn London) - Janelle Monáe – "Make Me Feel" (Editor: Deji Laray) - Taylor Swift – "Look What You Made Me Do" (Editor: Chancler Haynes para a Cosmo)                                                                       | - Kendrick Lamar e SZA – "All the Stars" (Efeitos Visuais: Loris Paillier da BUF Paris) - Avicii (com part. de Rita Ora) – "Lonely Together" (Efeitos Visuais: KPP) - Eminem (com part. de Beyoncé) – "Walk on Water" (Efeitos Visuais: Rich Lee para a Drive Studios) - Ariana Grande – "No Tears Left to Cry" (Efeitos Visuais: Vidal e Loris Paillier da BUF Paris) - Maroon 5 – "Wait" (Efeitos Visuais: Timber) - Taylor Swift – "Look What You Made Me Do" (Efeitos Visuais: Ingenuity Studios)                 |
| Canção do Verão | Prêmio Michael Jackson Video Vanguard Award (apresentado por Shawn Mendes) |
| - Cardi B, Bad Bunny e J Balvin – "I Like It" - DJ Khaled (com part. de Justin Bieber, Chance the Rapper e Quavo) – "No Brainer" - Drake – "In My Feelings" - Calvin Harris eDua Lipa – "One Kiss" - Juice Wrld – "Lucid Dreams" - Ella Mai – "Boo'd Up" - Post Malone – "Better Now" - Maroon 5 (com part. de Cardi B) – "Girls Like You" | Jennifer Lopez |

### Múltiplas vitórias e indicações
| 10 | Cardi B           |
| 8  | The Carters       |
| 7  | Childish Gambino  |
| 7  | Drake             |
| 6  | Bruno Mars        |
| 5  | Ariana Grande     |
| 5  | Camila Cabello    |
| 4  | Ed Sheeran        |
| 4  | Khalid            |
| 4  | Young Thug        |
| 3  | Dua Lipa          |
| 3  | Alessia Cara      |
| 3  | Janelle Monáe     |
| 3  | Shawn Mendes      |
| 3  | SZA               |
| 3  | Taylor Swift      |
| 2  | Post Malone       |
| 2  | Chloe x Halle     |
| 2  | Hayley Kiyoko     |
| 2  | Jennifer Lopez    |
| 2  | DJ Khaled         |
| 2  | Logic             |
| 2  | N.E.R.D           |
| 2  | Rihanna           |
| 2  | Jessie Reyez      |
| 2  | Demi Lovato       |
| 2  | 21 Savage         |
| 2  | J. Cole           |
| 2  | Maluma            |
| 2  | Avicii            |
| 2  | Rita Ora          |
| 2  | Calvin Harris     |
| 2  | Justin Timberlake |
| 2  | Maroon 5          |

| Prêmios | Artista          |
| ------- | ---------------- |
| 3       | Childish Gambino |
| 3       | Cardi B          |
| 2       | Camila Cabello   |
| 2       | The Carters      |

## Recepção crítica
Darren Franich da revista Entertainment Weekly deu ao show uma nota B– e disse: "O slogan da MTV para o Video Music Awards de 2018 foi 'Tudo pode acontecer'. Hey, eles disseram pode. O 35º VMAs teve algumas performances bombásticas, mas o show nunca deslanchou [...] Foi uma premiação razoavelmente satisfatória, não a supernova destruidora que alguns VMAs passados ousaram ser." Daniel D'addario, da  revista Variety,  disse: "Houve um tempo em que o VMAs era um relatório da mudança de época do pop: com o público-alvo da MTV voltando para a escola e os que estão ligeiramente fora do público preparando-se para voltar suas mentes para coisas mais importantes, o mundo pop historicamente se unia para fazer um show que levava os espectadores até o outono"; e desfavoravelmente comparou-o com a lista de performances da premiação de 2013. Na revista Billboard, Leila Cobo escreveu: "embora a premiação deste ano não tenha escapado das críticas, não foi por falta de poder latino", observando que "Maluma, Cardi B, Jennifer Lopez e Camila Cabello (por fim) colocaram a música latina no centro do palco do VMAs."